# Euphlyctis aloysii
Euphlyctis aloysii é uma espécie de anfíbio anuro da família Dicroglossidae. Está presente na Índia. A UICN classificou-a como vulnerável.